# Querula purpurata
Querula purpurata là một loài chim trong họ Cotingidae.